# Lethata aletha
Lethata aletha är en fjärilsart som beskrevs av W. Donald Duckworth 1967. Lethata aletha ingår i släktet Lethata och familjen plattmalar. Inga underarter finns listade i Catalogue of Life.